# 水野泰治
水野 泰治（みずの たいじ、1927年3月27日 - ）は、日本の作家。

## 経歴
東京都出身。雑誌編集者をへて、山手樹一郎に師事、高樹純之の筆名も用いて時代小説を書く。『新樹』同人。
集英社の一千万円懸賞小説に「殺意」が当選、以後水野の名で小説を書いた。

## 著書
- 『さむらい日和』大和出版 1956
- 『夕映え剣士』高樹純之　大和出版 1957
- 『若衆妖鬼伝』高樹純之 榊原書店 1957
- 『駈け出し金さん』高樹純之 大和出版 1958
- 『月に舞う剣』高樹純之 大和出版 1958
- 『かげろう獅子』高樹純之 大和出版 1959
- 『恋染め浪人』高樹純之 小説刊行社 1959
- 『忍び出た若殿』高樹純之 大和出版 1959
- 『月から来た若殿』高樹純之 大和出版 1959
- 『濡れ肌百万石』高樹純之 小説刊行社 1959
- 『姫君京みやげ』高樹純之 大和出版 1959
- 『振袖十万石』高樹純之 小説刊行社 1959
- 『浪人恋千鳥』高樹純之 小説刊行社 1959
- 『浪人呪文』高樹純之 雄文社 1959
- 『若様恋ごよみ』高樹純之 小説刊行社 1959
- 『江戸群狼記』高樹純之 大和出版 1960
- 『さむらい月夜』高樹純之 小説刊行社 1960
- 『濡れ肌若衆』高樹純之 大和出版 1960
- 『旗本喧嘩旅』高橋純之 大和出版 1960
- 『姫ぎみ密使』高樹純之 小説刊行社 1960
- 『浪人流れ星』高樹純之 大和出版 1960
- 『若さま三味線』高樹純之 大和出版 まげもの文庫 1960
- 『若殿忍び笠』高樹純之 大和出版 1960
- 『帯解き天狗』高樹純之 大和出版 1961
- 『くれない絵図』高樹純之 三洋出版社 1961
- 『葵の若殿 松平長七郎』高樹純之 双葉新書 1965
- 『殺意』集英社 1979
- 『天下人秀吉の戦記』成美堂出版 1982
- 『わが青春の美智子妃殿下』集英社 1982
- 『歌麿殺人事件 浮世絵は殺しの暗号』講談社ノベルス 1984　のち文庫
- 『暗殺幻葬曲 暗号と「私の正体」』講談社ノベルス 1985
- 『霊友会 久保角太郎の生涯』講談社 新宗教創始者伝 1985
- 『独眼竜伊達政宗』成美堂出版 1986
- 『どんじり同心捕物帖』双葉文庫 1986
- 『弁慶 物語と史蹟をたずねて』成美堂出版 1986
- 『武蔵野殺人√4の密室 本格推理!意外な結末』講談社ノベルス 1987　のち文庫
- 『芦の湖殺人1/3秒の逆転』双葉ノベルス 1988　のち文庫
- 『奥多摩殺人3Wの逆転 本格推理&驚愕のラスト』講談社ノベルス 1989
- 『吉原遊廓2039年の殺人 長編近未来サスペンス』双葉ノベルス 1989
- 『密室殺人講座 密室トリック』講談社ノベルス 1990　のち文庫
- 『足利尊氏 物語と史蹟をたずねて』成美堂出版 1991
- 『徳川慶喜 物語と史蹟をたずねて』成美堂出版 1997

共著
- 『ハハァなるほど あなたも知ってる?生活の知識』林圭一共著 日本テレビ放送網 1972